# فاطمه بغدادیه
فاطمه بغدادیه با کُنیهٔ ام‌البهاء (۱۰۴۹ -۱۱۴۵م) (نسب: فاطمه بنت محمد بن ابی‌سعد بغدادیه) محدث عراقی بود که بیشتر در اصفهان زیست. نزد بیش از هفت از تن از علمای روزگارش حدیث آموخت. سپس ساکن اصفهان شد و شاگردان بسیاری داشت.